# Wieża telewizyjna w Taszkencie
Wieża telewizyjna w Taszkencie (uzb. Toshkent teleminorasi) – wieża telewizyjna w Taszkencie, w Uzbekistanie o wysokości 375 m. Wieża została otwarta w 1985 roku po trwającej siedem lat budowie.
Jest najwyższym budynkiem w Azji Środkowej i jedną z najwyższych wież na świecie. Konstrukcję wzniesiono głównie ze stali. Wieża służy do transmisji sygnału radiowego i telewizyjnego, jak również jako stacja hydrometeorologiczna.

## Turystyka

Konstrukcja wieży

Wieża telewizyjna w Taszkencie to nie tylko ośrodek telewizyjno-radiowy, jest ona wyposażona w specjalny taras widokowy znajdujący się na wysokości 94 m, skąd otwiera się najlepsza panorama Taszkentu. Na taras widokowy można dostać się jedną z trzech szybkobieżnych wind.
W wieży znajduje się restauracja „Koinot”, która się składa z dwóch sal: „sala czerwona” na wysokości 104 m. i „sala niebieska” na wysokości 98 m. W obu salach podłoga-platforma wykonuje pełny obrót w ciągu godziny, co umożliwia zwiedzającym obejrzenie pełnej panoramy miasta.